# Житковичи
Житковичи (на беларуски: Жыткавічы; на руски: Житковичи) е град в Беларус, административен център на Житковички район, Гомелска област. Населението на града е 16 002 души (по приблизителна оценка от 1 януари 2018 г.).

## История
За пръв път селището е споменато през 1500 година, през 1971 година получава статут на град.